# Gus Goessling
Augustus Michael Goessling, detto Gus (St. Louis, 17 novembre 1878 – St. Louis, 22 agosto 1963), è stato un pallanuotista statunitense.

## Carriera
Partecipò al torneo di pallanuoto dei Giochi della III Olimpiade nel 1904 a St. Louis tra le file del Missouri Athletic Club; la sua squadra fu battuta per 5-0 al primo turno dal New York Athletic Club, piazzandosi sul terzo gradino del podio.

## Palmarès
- Bronzo ai Giochi olimpici di Saint Louis 1904